# جانيس بودي
جانيس بودي هي عالمة انسانيات كندية الجنسية، تعمل كأستاذة علم الإنسانيات بجامعة تورونتو . تخصصت بودي في علم الإنسانيات الطبي والدين والقضايا الجنسانية وكذلك دراسات الاستعمار في السودان وفي الشرق الأوسط. ألفت بودي أو شاركت في تأليف عدة كتب مثل الأرحام والأرواح الغريبة 1990 - آمان: قصة حياة فتاة صومالية 1995 – وتحضر المرأة: الحروب الصليبية البريطانية في مستعمرة السودان 2007
في الورقة البحثية «أرحام كالواحة : السياق الرمزي للختان الفرعوني بريف شمال السودان» ناقشت بودي السياق الثقافي لتشويه الأعضاء التناسلية الانثوية في أفريقيا من قبل الذين يرغبون في رؤية هذه الممارسة مهجورة.

## التعليم
حصلت بودي على البكالوريوس من جامعة ماكجيل، وحصلت على الماجستير من جامعة كالجري، وفي عام 1982 حصلت على الدكتوراة من جامعة كولومبيا البريطانية.

## الجوائز
تعد بودي أول أمرأة من جامعة تورنتو يتم اختيارها لعضوية الجمعية الملكية في كندا، المرأة الثانية هي ليزا جيفري وتم انتخابها في 2007.